# سبيروس كونتوليس

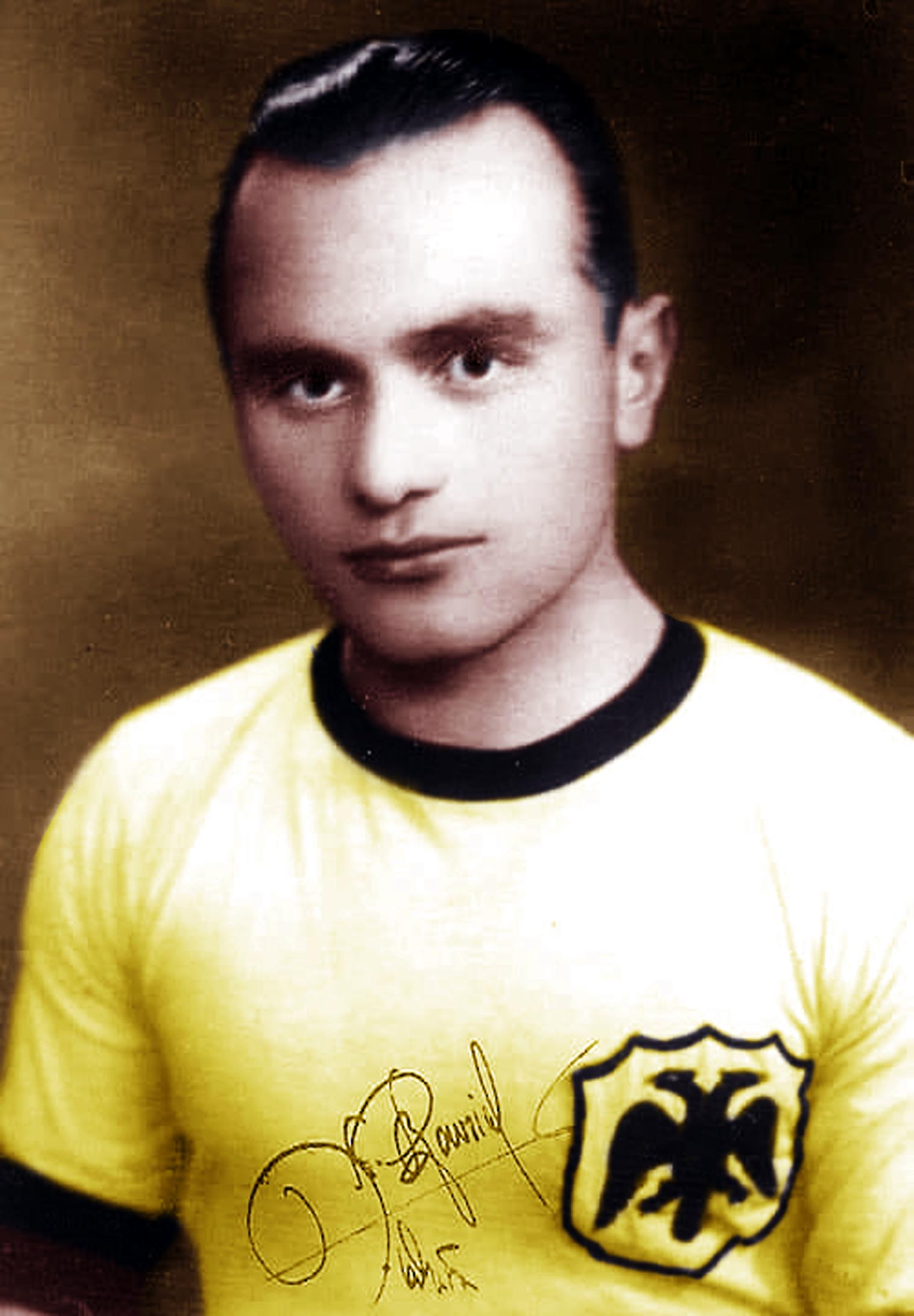
سبيروس كونتوليس في 1938

سبيروس كونتوليس (باليونانية: Σπύρος Κοντούλης)‏؛ 1915-1944) لاعب كرة قدم يوناني، لعب كلاعب خط وسط.